# Bandera del Cuzco
La bandera del Cuzco está formada por siete bandas horizontales de siete colores a imitación del arcoíris. Fue adoptada oficialmente en 1978. En 2021 fue modificada, incluyendo el escudo del Cuzco en la parte central.

## Historia

### El uso de estandartes militares en el Cusco incaico

Estandarte imperial incaico.

Entre las crónicas más tempranas del Virreinato –Jerez y Sancho, 1534; Betanzos, 1551; Santo Tomás, 1560– son ausentes o vagas las referencias a símbolos tipo bandera dentro del ejército de los incas.
Para cronistas más antiguos, posteriores a las reformas del virrey Francisco de Toledo y al Tercer Concilio Limense, hubo algún estandarte (unancha) imperial, la cual era utilizada por las huestes incaicas al momento de su arribo al territorio que actualmente pertenece al Perú en 1533.

el guion o estandarte real era una banderilla cuadrada y pequeña, de diez o doce palmos de ruedo, hecha de lienzo de algodón o de lana, iba puesta en el remate de una hasta larga, tendida y tiesa, sin que ondease al aire, y en ella pintaba cada rey sus armas y divisas, porque cada uno las escogía diferentes, aunque las generales de los Incas eran el arco celeste
 y dos culebras tendidas a lo largo paralelas con la borda que le servía de corona, a las cuales solía añadir por divisa y blasón cada rey las que le parecía, como un león, un águila y otras figuras. Tenía por borla el dicho estandarte ciertas plumas coloradas y largas puestas a trechos
Bernabé Cobo, Historia del Nuevo Mundo (1609)

Sin embargo, no hay evidencia de que la supuesta bandera o estandarte haya sido usada al modo europeo, es decir, como símbolo patriótico representando un estado. En algunos queros coloniales y en el dintel del Colegio de Caciques del Cuzco se ha encontrado variantes del motivo al que alude Bernabé Cobo a manera de un arcoíris que nace la de las bocas de dos pumas entre los cuales se encuentra la mascapaicha o una torre rodeada de lanzas y alabarda incas (Escudo del Cusco) ladeado por culebras en posición vertical.

### La bandera cooperativista

Antigua bandera de la ACI (1925).

El primer uso registrado en el Perú de una bandera arcoíris estaría vinculada al movimiento cooperativista, que aparece en escena a principios del siglo XX. 
El francés Charles Fourier, uno de los precursores ideológicos del cooperativismo, habría adoptado el emblema de la bandera del arcoíris como símbolo propuesto para sus utópicos falansterios, que nunca vieron la luz. Los seguidores de Fourier mantuvieron el recuerdo de la bandera tras su muerte, acontecida en 1837. En 1896, durante el Segundo Congreso de la Alianza en París, el representante del Familisterio de Guisa, F. Bernardot, propuso a la organización la adopción del símbolo de los familisteristas: una bandera con los siete colores el arcoíris representando "la unidad en la diversidad". En 1923 en Gante (Bélgica), en el Comité Ejecutivo de la Alianza Cooperativa Internacional (ACI), por iniciativa del economista cooperativista francés Charles Gide, se tomó la decisión de institucionalizar la propuesta de Bernardot.
Según el ex alcalde cusqueño Julio Gilberto Muñiz Caparó, en cuya gestión municipal fue adoptada oficialmente la bandera cusqueña, la idea de una bandera arcoíris le habría sido propuesta a Fourier por la feminista franco-peruana Flora Tristán, según la inspiración que tuvo ella al visitar un supuesto templo en Cumana dedicado al arcoíris.
El cooperativismo peruano tuvo su auge en la década de 1960 y llegó a su mayor amplitud en los años 1980, cuando las cooperativas sucumbieron a la crisis económica agudizada por al hiperinflación del gobierno del presidente Alan García. Entre los pensadores peruanos más influyentes, Víctor Raúl Haya de la Torre hizo un desarrollo bastante amplio del tema.[cita requerida]

### Adopción como emblema oficial de la ciudad

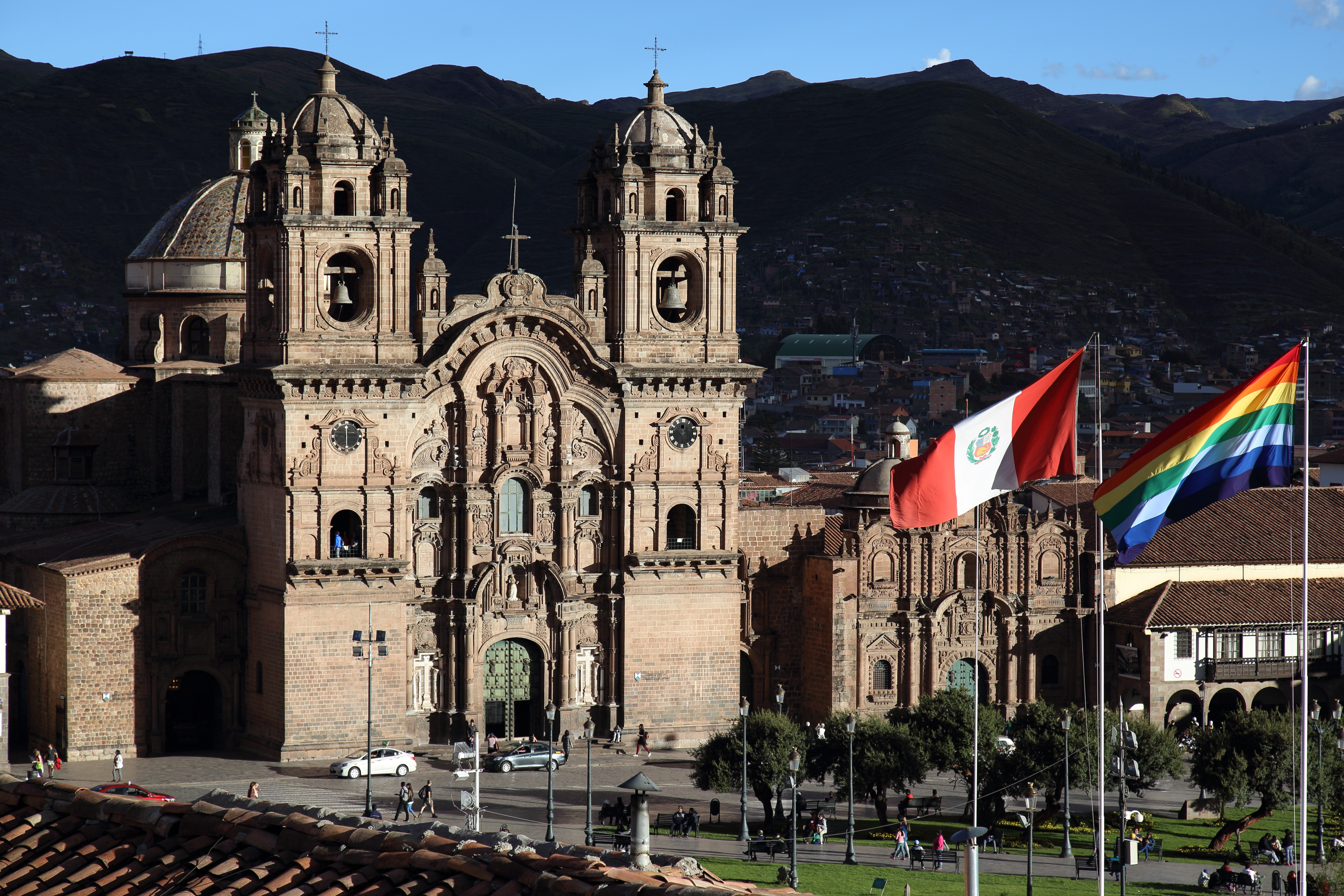
Banderas del Perú y de Cuzco en la plaza de armas de la ciudad.

La aparición de la bandera de siete franjas horizontales ocurre en los años 1970. Radio Tawantinsuyo era una radiodifusora local fundada en 1948 por el canchisino Raúl Montesinos Espejo inicialmente con el nombre de Radio Rural. Se dedicó a la transmisión de música folclórica y alcanzó gran difusión y audiencia. En 1973, hacia el vigésimo quinto aniversario de la emisora, Montesinos propuso la bandera arcoíris presentándola como propia de los incas. La gerencia de la cervecera Cervesur auspició con S/.500 la confección de una bandera que fue trasladada en procesión desde el local de la radio en la Av. El Sol hasta la Plaza de Armas, donde fue izada. Lamentablemente Montesinos nunca proveyó de estudios que prueben la idoneidad de este modelo de bandera y fue aceptado de facto sin mayores pruebas.
Cinco años después, el 9 de junio de 1978, la Municipalidad Provincial del Cusco adoptó la bandera como oficial a propuesta del profesor Mario Cutimbo Hinojosa, a la sazón regidor e Inspector de Cultura del municipio, mediante Resolución Municipal N° 17 de esa misma fecha.

### Equívoca asociación con el Tahuantinsuyo
Fruto de la confusión creada por la forma en que Raúl Montesinos Espejo presentó a esta bandera multicolor, la gente empezó a asociarla con el Tahuantinsuyo (o Imperio inca). Sin embargo, la historiografía peruana ha sido enfática en precisar que para la cultura inca no existió el concepto de bandera, y que por tanto ésta nunca tuvo una. Así lo ha afirmado la historiadora e investigadora María Rostworowski (1915-2016), quien al ser consultada sobre esta enseña multicolor señaló:

Le doy mi vida, los incas no tuvieron esa bandera. Esa bandera no existió, ningún cronista hace referencia a ella. [...] Separemos las cosas verídicas de las tonterías. Es momento de hacer un deslinde y rectificar, porque está tomando cuerpo una cosa que no es histórica. Y la Historia hay que defenderla.
María Rostworowski

En 2011, el Congreso de la República del Perú ―citando a la Academia Peruana de Historia― se pronunció contra esta supuesta bandera del Tahuantinsuyo:

El uso oficial de la mal llamada «bandera del Tahuantinsuyo» es equívoco e indebido. En el mundo prehispánico andino no se vivió el concepto de bandera, que no corresponde a su contexto histórico.
Academia Nacional de la Historia del Perú

### Polémica con la bandera LGBT
Paralelamente a la creación de la bandera del Cuzco, a finales de los años setenta, se gestaba en California la similar bandera LGBT, la cual adoptaría su actual forma en 1979, y posteriormente se haría conocida internacionalmente, mientras que la bandera cusqueña comenzaba a ser usada por varias comunidades andinas –indígenas, especialmente– desde Ecuador hasta Bolivia. Esa situación produjo la expresa disconformidad de varios cusqueños, lo que devino a un fuerte debate acerca de si cambiar la bandera de la ciudad.
El 11 y 12 de octubre de 2007, la Comisión de Turismo, Cultura y Educación del Cuzco convocó a un foro denominado Vigencia de la bandera del Cuzco, con la presencia de varios intelectuales. En la misma, se concluyó recomendar el cambio el diseño de la bandera. La Municipalidad anunció que realizaría una consulta pública a fin de determinar el destino del pendón.

### Inclusión del escudo del Cuzco
En 2021 el Concejo de la Municipalidad Provincial del Cuzco aprobó por unanimidad la ordenanza 08-2021 que modifica e incluye el escudo del Cuzco, o Sol de Echenique, en la parte central de la bandera.

## Galería

### Cronología

1540-1978
1978-2021
2021-presente